# Stone Age (álbum de The Rolling Stones)
Stone Age es el cuarto álbum recopilatorio de la banda británica The Rolling Stones, lanzado por la discográfica Decca en 1971. Este alcanzó el puesto n.º 4 en listas británicas.

## Grabación y lanzamiento
Los Stones estaban totalmente en contra de que se publicara este álbum. En las páginas de las revistas Record Mirror y NME el 20 de marzo de 1971 señalaron que, "No sabíamos que este disco iba a ser publicado, en nuestra opinión está por debajo de las normas que tratamos de cumplir, tanto en la elección del contenido como en el diseño de la portada" Las 12 canciones, son de los mediados de los 60, fueron elegidas porque nunca habían sido lanzadas en los álbumes de estudios publicados en Reino Unido, algunas solo habían aparecido en sencillos y otras solo en los álbumes de estudio entregados para los Estados Unidos.

## Lista de canciones
Todas las canciones compuestas por Mick Jagger y Keith Richards, excepto donde lo indica.
Lado uno
1. "Look What You've Done" (McKinley Morganfield)
2. "It's All Over Now" (Bobby Womack, Shirley Womack)
3. "Confessin' the Blues" (Walter Brown, Jay McShann)
4. "One More Try"
5. "As Tears Go By" (Jagger, Richards, Andrew Loog Oldham)
6. "The Spider and the Fly" (Nanker Phelge)

Lado dos
1. "My Girl" (Smokey Robinson, Ronald White)
2. "Paint It, Black"
3. "If You Need Me" (Wilson Pickett, Robert Bateman, Sander)
4. "The Last Time"
5. "Blue Turns to Grey"
6. "Around and Around" (Chuck Berry)